# Carnaval de Salvador

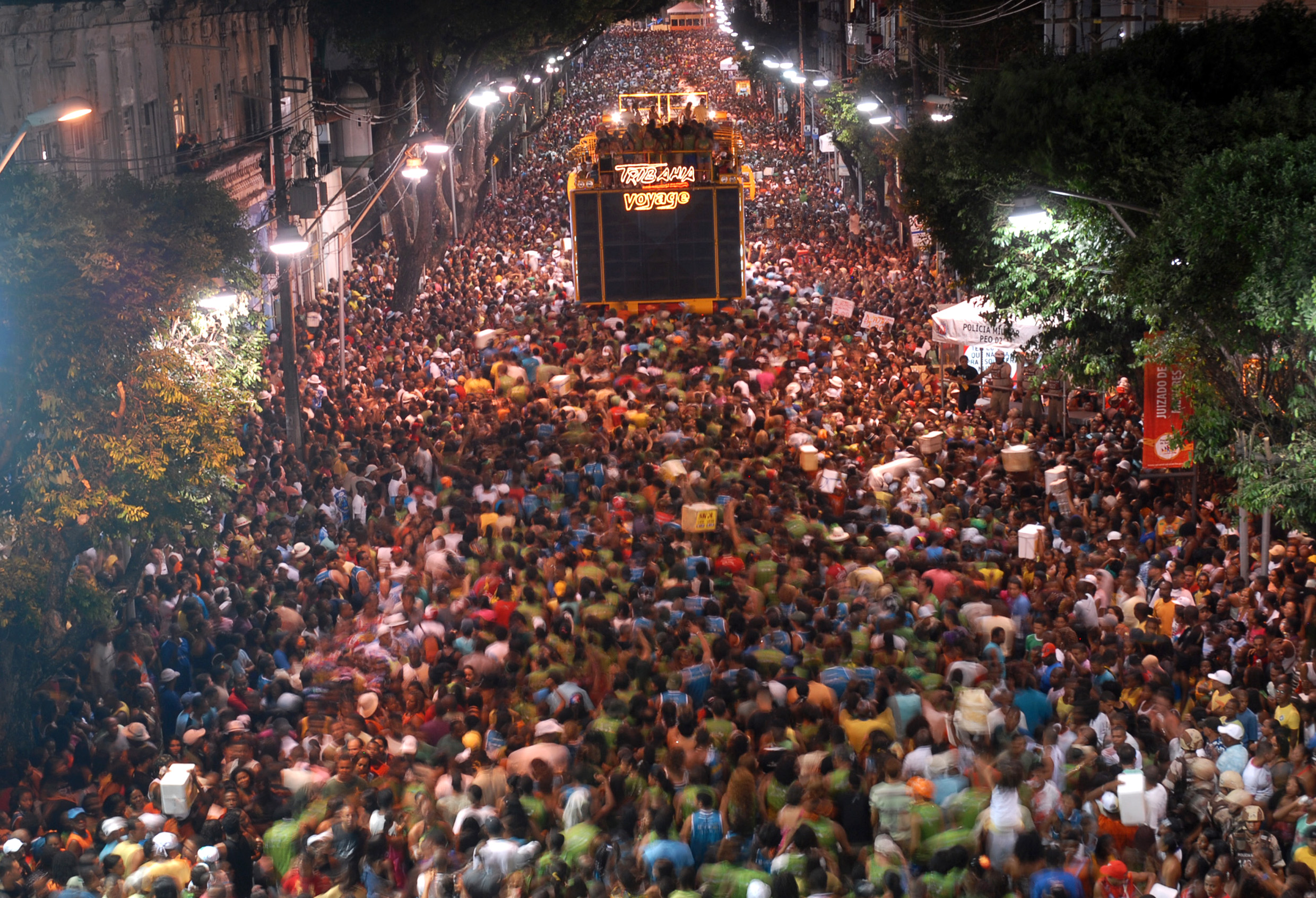
Bloco de la Camisinha, au carnaval de Salvador de 2008.

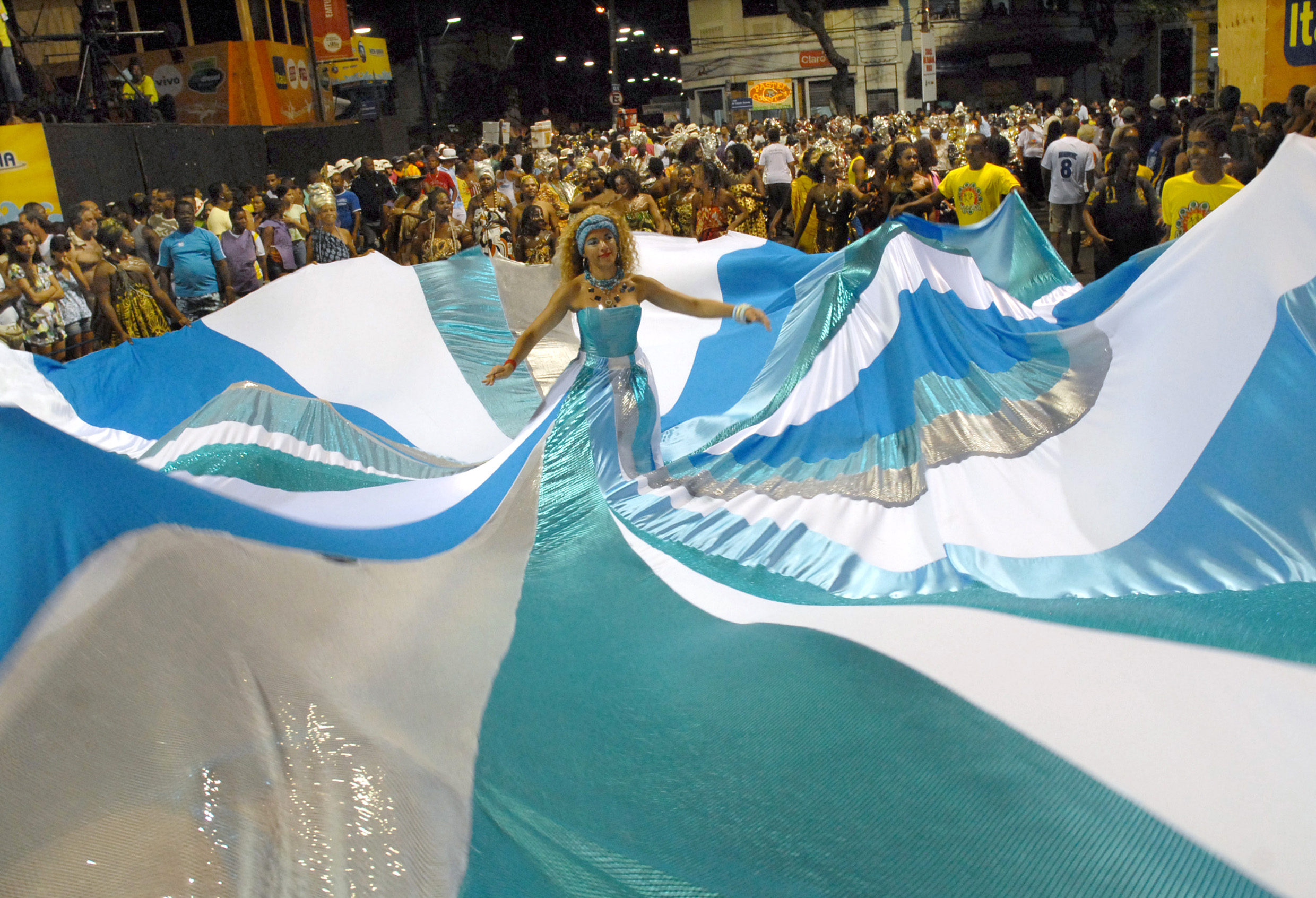
Bloco de la capoeira, au carnaval de Salvador de 2008.

Le carnaval de Salvador, également connu sous le nom de carnaval de Bahia, est un festival populaire qui se tient chaque année à Salvador, dans l'État brésilien de Bahia.
Il aurait battu le record du monde du plus grand carnaval de rue au monde, mais le carnaval de Rio est toujours officiellement considéré comme le plus grand par le Livre Guinness des records. Alors que le record de Rio était d'environ 2 millions de personnes chaque jour en 2004, Salvador en aurait accueilli environ 2,5 millions en 2008.
Le festival emprunte trois principaux circuits : Dodo (Barra, Ondina), Osmar (Barra, Avenida Campo Grande) et Batatinha (Centro Histórico).
La population danse, chante et saute au son du Frevo Elétrico, créé par Dodó et Osmar. Les groupes musicaux, utilisant notamment le cavaquinho (sorte de petite guitare de la taille d'un violon alto et accordé comme un alto) et des guitares électriques, submergent la foule de sons électriques dans les aigus. 
Pêle-mêle, les écoles de samba et une grande partie de la population dansent. 